# Hilifadolo (Moro O)
Hilifadolo is een bestuurslaag in het regentschap Nias Barat van de provincie Noord-Sumatra, Indonesië. Hilifadolo telt 1253 inwoners (volkstelling 2010).